# Tindurin (Sumba)
Tindurin (Sumba) è un rilievo alto 379 metri sul mare situata sull'isola di Suðuroy, situata nell'arcipelago delle Isole Fær Øer, in Danimarca.